# Elimäki
Elimäki est une ancienne municipalité du sud-est de la Finlande, dans la région de la Vallée de la Kymi.
En janvier 2009, les six municipalités – Kouvola, Kuusankoski, Elimäki, Anjalankoski, Valkeala et Jaala – ont fusionné pour former la nouvelle municipalité de Kouvola.
Elimäki est devenue le district d'Elimäki à Kouvola.
Elimäki est issue du fief de la famille Wrede. Après la mort en 1605 de son fidèle maître de cavalerie Henrik Wrede, le roi Charles IX de Suède donne à sa veuve Gertrud von Ungern 40 000 hectares de terres. Son fils en hérite en 1649, et le fief se retrouvera plus tard dans les terres de la famille De La Gardie.
Aujourd'hui c'est une petite commune rurale, très peu industrialisée contrairement à la plupart des autres municipalités de la région. On y trouve le plus grand arboretum des pays nordiques. Fondé en 1902, il abrite 2 000 espèces végétales sur 120 hectares.
64 % de la population réside dans le centre administratif, le reste se répartit sur 32 autres villages.